# Petteri Summanen
Jukka Petteri Summanen (né en 1969 à Säkylä) est un acteur finlandais.

## Filmographie

### Au cinéma
- 1998 : Johtaja Uuno Turhapuro - Pisnismies
- 2000 : Levottomat
- 2002 : Haaveiden kehä
- 2003 : Nousukausi
- 2004 : Keisarikunta
- 2005 : Paha maa
- 2005 : FC Venus
- 2006 : Utelias Vili

### Séries télévisées
- 1998 : Isänmaan toivot
- 1998 : Studio Julmahuvi
- 2003 : Rikospoliisi Maria Kallio
- 2004 : Sairaskertomuksia